# مسعود شعاری
مسعود شَعاری (زاده ٢٢ دی ۱۳۴۰ تهران) آهنگساز و نوازنده سه‌تار می‌باشد.

## زندگی‌نامه و فعالیت‌هنری
مسعود شَعاری در سال ۱۳۴۰ در تهران متولد شد. موسیقی را از کودکی و با فراگیری سنتور نزد منیژه علی‌پور آغاز کرد. سپس نزد داریوش طلایی و حسين عليزاده به فراگیری سه‌تار پرداخت و از سال ۱۳۶۱ آموزش ردیف موسیقی ایران و فراگیری تار را نزد محمدرضا لطفی آغاز نمود. همچنین قطعات بسیاری از موسیقی قدما را نزد استاد اصغر بهاری آموخت.
وی سپس به کمک اساتیدی چون استاد مهدی کمالیان و محمود هاشمی به پژوهش و بازسازی مکاتب سه‌تار نوازی قدما نظیر صبا، هرمزی، فروتن، عبادی و غیره پرداخت که دو آلبوم شباهنگ و کاروان صبا حاصل این دوره از فعالیت اوست. او در آلبوم شباهنگ قطعاتی از موسیقی قدما را در سه‌گاه و اصفهان تنظیم و اجرا نمود که مورد توجه قرار گرفت. این قطعات شامل آثار استادانی چون استاد اصغر بهاری، رکن‌الدین مختاری، یوسف فروتن و سعید هرمزی بود. همچنین او در آلبوم کاروان صبا قطعات استاد ابوالحسن صبا را با شیوه اجرایی مختص سه‌تار تنظیم کرد و خود به اجرای آن‌ها پرداخت.
مسعود شَعاری همچنین به امر آموزش نیز پرداخت و با تأسیس مرکز آموزشی همساز شاگردان بسیاری تربیت نمود.
او در ادامه مسیر نوازندگی اش دست به تجربیاتی در موسیقی تلفیقی زد که تاکنون منجر به خلق ۴ آلبوم : سیر، انتظار، در سایه باد و رهاب شده‌است. در این آثار وی تلاش کرده‌است تا گفتگویی شنیدنی میان سه‌تار و سازهای غیر ایرانی ایجاد کند.

## آثار شنیداری
| آلبوم‌ها                     | آلبوم‌ها    | آلبوم‌ها           | آلبوم‌ها | آلبوم‌ها         | آلبوم‌ها                      | آلبوم‌ها                                                   |
| --------------------------- | ---------- | ----------------- | ------- | --------------- | ---------------------------- | --------------------------------------------------------- |
| نام آلبوم                   | سال انتشار | آهنگساز           | نوازنده | خواننده         | ناشر                         | توضیحات                                                   |
| راز و نیاز                  | ۱۳۶۷       | حسین علیزاده      | آری     | علیرضا افتخاری  | ماهور                        | اجرا با گروه شیدا و عارف                                  |
| کاروان صبا                  | ۱۳۷۴       | آری               | آری     |                 | سروش                         | تنظیم و اجرای آثار ابوالحسن صبا برای سه‌تار                |
| یادواره استاد نورعلی برومند | ۱۹۹۵       | محمدرضا لطفی      | آری     | نصرالله ناصح‌پور | آوای شیدا                    | اجرا با گروه شیدا                                         |
| نیایش                       | ۲۰۰۰       | لوگا رامین ترکیان | آری     |                 |                              | اجرا با گروه اصل انتخاب                                   |
| سیر                         | ۱۳۸۰       | آری               | آری     |                 | نشر هرمس                     | موسیقی تلفیقی با همکاری کریستف رضاعی                      |
| انتظار                      | ۱۳۸۴       | آری               | آری     |                 | آوای شیدا                    | موسیقی تلفیقی (دونوازی سه‌تار و طبلا)، با همراهی درشن آنند |
| در سایه باد                 | ۱۳۸۶       | آری               | آری     |                 | آوای باربد                   | موسیقی تلفیقی با همراهی آرش مینویی و درشن آنند            |
| شباهنگ                      | ۱۳۸۹       | آری               | آری     |                 | سروش                         | سه‌تار نوازی به شیوه قدما، به‌همراه کوشان یغمایی            |
| غروب                        | ۱۳۸۹       | آری               | آری     |                 | آوای باربد                   | به‌همراه گروه همساز                                        |
| رهاب                        | ۱۳۹۰       | آری               | آری     |                 | آوای باربد                   | به‌همراه گروه رهاب                                         |
| کنسرت نیاوران               | ۱۳۹۰       | آری               | آری     |                 | آوای باربد                   | با همراهی سینا شعاری و درشن آنند                          |
| سایه‌وار                     | ۱۳۹۶       | آری               | آری     |                 | موسسه فرهنگی هنری نقطه تعریف | با همراهی پژمان حدادی                                     |
| افسانه روزگار               | ۱۳۹۷       | آری               | آری     | سالار عقیلی     | مرکز موسیقی حوزه هنری        | به‌همراه گروه همساز                                        |

## کتاب‌ها
- گنجینه سه‌تار(۱)، بازسازی آثار قدما و تنظیم برای سه‌تار، موسسه فرهنگی سرای اهل هنر
- کاروان صبا، مجموعه قطعات استاد ابوالحسن صبا تنظیم برای سه‌تار، انتشارات سروش
- سیر، مجموعه قطعاتی برای سه‌تار
- از سیر تا غروب، ؛ سه‌تارنوازی معاصر، قطعاتی از مسعود شعاری به کوشش جعفر صالحی، انتشارات هنر موسیقی[۴]
- تحليل، نت نگاری و نگرشی بر ساختار موسيقی دستگاهی ايران (١) دستگاه ماهور، انتشارات عارف [۵]
- تحليل، نت نگاری و نگرشی بر ساختار موسيقی دستگاهی ايران (٢) دستگاه چهارگاه، انتشارات هنر موسیقی [۶]